# المرازيق (القيروان)
المرازيق قرية تقع بمعتمدية القيروان الجنوبية بولاية القيروان في الوسط التونسي، شمال شرقي مدينة القيروان وشمال غربي مدينة سيدي الهاني.